# التهاب بيتسبرغ الرئوي
التهاب بيتسبرغ الرئوي (بالإنجليزية: Pittsburgh pneumonia)‏ هو شكل من داء الفيلقيات الذي ينجم عن عدوى الفَيلَقِيَّة المِقْدادِيَّة (جِنْس من الجَراثيمٍ)، التي تصيب عادة المرضى المَنْقوصي المَناعَة.